# Numeración brahmi
La numeración brahmí es un sistema de numeración indio que apareció alrededor del siglo III a. C. (y algo después para el caso de las decenas) y fue utilizado hasta bien entrado el siglo IV. Es el antepasado gráfico directo de la «numeración gupta».
Los numerales brahmí no utilizaban el sistema posicional, sino que utilizaban símbolos separados para 1, 4, 5, 6, 7, 8, 9 y también había símbolos para 10, 100, 1000, etc., al igual que para 20, 30, 40, [...], 90 y para 200, 300, 400, [...], 900.
Los números 2 y 3 se formaban a partir del símbolo 1.

## Origen de los números brahmí
La fuente de los tres primeros números parece clara: son colecciones de 1, 2 y 3 trazos. En la era de Ashoka se escribían verticales como los números romanos (I, II, III), pero pronto se convirtieron en horizontales, como los números del chino moderno. En las inscripciones más antiguas, el 4 es un +, una reminiscencia de la × del vecino idioma kharosthi, y tal vez una representación las 4 direcciones (origen también del 4 arábigo y latino). En cambio, los otros números parecen ser símbolos arbitrarios, incluso en las inscripciones más antiguas. A veces se supone que también pueden haber venido de las colecciones de trazos, unidos por el movimiento de la letra manuscrita, de una manera similar a la que consta en el desarrollo de los números egipcios hierático y demótico, pero esto no es respaldado por ninguna prueba directa. Asimismo, las unidades correspondientes a las decenas no están obviamente relacionadas entre sí o con otras unidades, aunque el 10, 20, 80, 90 podría basarse en un círculo.
La sorprendente similitud gráfica entre los números brahmí y los números egipcios no es prueba de una conexión histórica, ya que de manera independiente muchas culturas han registrado los números como grupos de trazos (1: un solo trazo, 2: dos trazos, 3: tres trazos, etc.).
Otra posibilidad es que los números fueran acrofónicos (como los números áticos), y estuvieran basados en el alfabeto kharoṣṭhī.
Por ejemplo,
- el 4 brahmí se parece a la letra ch (inicial del término sánscrito chatur: ‘cuatro’) en escritura kharosthi.
- el 5 brahmí se parece a la letra p (inicial del término sánscrito pañcha: ‘cinco’) en escritura kharosthi.
- el 6, sh  (shat)
- el 7, s  (sapta)
- el 9, n  (nava) .

Sin embargo, hay problemas de falta de registros y de errores de época.
El conjunto completo de números brahmí no aparece en ninguna inscripción hasta el siglo I a. C. (o sea 400 años después del emperador Ashoka).
Ambas propuestas —que las cifras se derivan de trazos numéricos o que son alfabéticas— son puramente especulativas, con pocas pruebas para decidir entre ambas.